# Brian Carolin
Brian Carolin (sinh ngày 6 tháng 12 năm 1939) là một cầu thủ bóng đá người Anh thi đấu ở vị trí wing half.
Carolin khởi đầu sự nghiệp với Ashington Welfare Juniors trước khi gia nhập Gateshead năm 1957. Ông có 17 lần ra sân trong 3 mùa giải cho Gateshead trước khi chuyển đến Blyth Spartans năm 1960.